# The Sims 3: Supernatural
The Sims 3: Supernatural — сьоме доповнення для комп'ютерної гри жанру стратегічного симулятору життя The Sims 3. В США вийшло 4 вересня 2012. Доповнення містить новий район під назвою Мунлайт Фолс і фокусується на паранормальних явищах, надприродних створіннях та магії. Схожими доповненнями є The Sims: Makin' Magic.

## Ігровий процес
Центральний фокус доповнення The Sims 3: Supernatural — паранормальні явища та магія.

### Надприродні сіми
В грі з'явилися нові надприродні сіми, яких можна створювати у режимі створення сімів: відьми та чаклуни, перевертні, зомбі, вампіри (оновлені), привиди, феї та джини (якщо поставлено доповнення The Sims 3: Showtime). Вампіри були додані ще у The Sims 3: Late Night, але із Supernatural вампірів тепер можна створювати з нуля. Привиди також були в оригінальних The Sims 3, проте тепер їх можна створювати з нуля та вказувати причину смерті.
Кожен із надприродних істот має власні магічні можливості, характеристики та унікальні взаємодії. Перевертні здатні перетворюватися на людей і навпаки; перевертні з великим досвідом здатні добровільно спілкуватися із звичайними сімами. У стані «вовка» перевертні можуть вити на місяць вночі, знаходити рідкісні об'єкти та полювати на маленьких тварин як поодинці так і будучи частиною зграї. Перевертні ворогують з вампірами, а ті з ними. Вампіри харчуються кров'ю сімів, використовуючи на них гіпноз; вони бояться сонячного світла та можуть перетворювати інших сімів на вампірів через спеціальний укус. Відьми виглядають як звичайні сіми, які здатні літати на мітлі та використовувати закляття, які б впливали на навколишнє середовище або інших сімів. Здатність до магії поєднується із вивченням алхімії, котру можуть досліджувати і звичайні сіми.
Феї відрізняються від інших істот наявністю крил та здатністю літати. Феї можуть виробляти пилок, схильні до пустощів, полюбляють роздавати іншим сімам подарунки та мають особливу ауру, яка посилює їх навички. Також феї здатні оживляти мертві рослини. Ще одні надприродні істоти — зомбі, жадібні до мізків сімів та як NPC з'являються на повню. Заражений сім перетворюється на зомбі, але лише на певний час. Зомбі пересуваються повільно, при цьому роблячи характерні рухи тілом.

### Мунлайт Фолс
Доповнення містить новий район під назвою Мунлайт Фолс, який був створений під натхненням від туманних долин північно-західного берегу Тихого океану. В районі міститься велика кількість таємних локацій для досліджування.

### Нові можливості
Був доданий місячний календар, який впливає на активність паранормальних і магічних створінь та подій; кількість днів у місячному календарі можна змінювати в налаштуваннях гри. Сіми відтепер мають нову навичку алхімії, котра дає їм можливість варити різні зілля та еліксири (до 40 видів) з певних інгредієнтів. Зілля для зомбіфікації може перетворити будь-якого сіма на зомбі. Також сіми можуть навчитися використовувати заклинання для причарування або проклинання інших сімів. У доповненні також було додане бджільництво; за допомогою вуликів можна виготовляти мед та віск.

### Нові об'єкти
Серед нових об'єктів з'явилися магічна мітла, фургон циган, стіл алхіміка, вулик, грамофон, будинок для фей, крісло-качалка, магічне дзеркало та зсувні двері у вигляді книжної шафи. Більшість об'єктів так чи інакше мають готичний стиль. Скелет Бонехільда, яку вперше представили у The Sims: Makin' Magic знову з'явилася у Supernatural.

### Нові характеристики та життєві нагороди
Доповнення додало 6 нових характеристик: скептик щодо надприродного, фан надприродного, нічна сова, розливач, збирач та згожий. Серед життєвих нагород з'явилися: альфа-пес, літаючий пилосос, безсмертний, король Фає, магічні руки та філософський камінь.

## Релізи
The Sims 3: Supernatural вийшло у вересні 2012. 4 вересня 2012 доповнення вийшло у Канаді, США, Японії. Доповнення стало доступним 6 вересня у Франції, Німеччині, Австрії, Австралії, Швейцарії, Фінляндії, Данії, Норвегії, Швеції, Греції, Нідерландах, Польщі, Іспанії та Бельгії. У Британії та Новій Зеландії доповнення вийшло 7 вересня. 19 вересня The Sims 3: Supernatural стало доступним у Ірландії, Чехії, Бразилії, Португалії та Угорщині.

### Видання
Доповнення The Sims 3: Supernatural вийшло у стандартному та обмеженому виданнях та у версії від Origin. Обмежене видання містить ексклюзивні об'єкти із гри Plants vs. Zombies: стрілець горошку, костюм розірваного зомбі, костюм зомбі з газетою, конусний капелюх та панаму. Гравці, які замовили гру до офіційного випуску з Origin, отримали ексклюзивний набір Plants Vs. Zombies від Origin, який включає ліхтар, скульптуру волоського горіха, скульптуру зомбі-садового гома, скульптуру прапора з мозків. Гравці, які зареєстрували свою гру, отримали плакат Plants Vs. Zombies та футболку з The Sims 3 Store.

## Рецензії
| Агрегатор    | Оцінка |
| ------------ | ------ |
| GameRankings | 79.43% |
| Metacritic   | 74 %   |

| Видання     | Оцінка |
| ----------- | ------ |
| GameSpot    | 7/10   |
| GamesRadar+ | [ 9 ]  |
| IGN         | 4.5/10 |

Джон Майкл з IGN дав грі 4.5 із 10, критикуючи повторювані доповнення та даремні заклинання у грі, а також баг, який дозволяє зомбі з'являтися кожної ночі, якщо гравець збереже свою гру вночі. Ліф Джонсон з GameSpot з іншого боку похвалив доповнення за нові кар'єри та навички. Тим часом Ебігейл Холден із Lazygamer.net звернулася з похвалою до можливості створювання 6 нових «рас» (фей, джинів, привидів, вампірів, відьом, перевертнів) у режимі створення сімів. WorthPlaying оцінив гру у 9.3 із 10, хвалючи нову характеристику для сімів нічна сова та інші нововведення.

## Розробка доповнення

### Музика
| Список саундтреків із The Sims 3: Supernatural | Список саундтреків із The Sims 3: Supernatural | Список саундтреків із The Sims 3: Supernatural | Список саундтреків із The Sims 3: Supernatural | Список саундтреків із The Sims 3: Supernatural |
| #                                              | Назва                                          | Автор                                          | Радіостанція в грі                             | Тривалість                                     |
| ---------------------------------------------- | ---------------------------------------------- | ---------------------------------------------- | ---------------------------------------------- | ---------------------------------------------- |
| 1.                                             | «Supernatural»                                 | Стів Яблонськи                                 | Екран завантаження The Sims 3: Supernatural    | 2:14                                           |
| 2.                                             | «Industry Of Life»                             | Стів Яблонськи                                 | Режим будування                                | 2:15                                           |
| 3.                                             | «Consuming Time»                               | Стів Яблонськи                                 | Режим покупок                                  | 2:01                                           |
| 4.                                             | «Mannequin Dreams»                             | Стів Яблонськи                                 | Режим створення сімів                          | 2:23                                           |
| 5.                                             | «Rock That Look»                               | Стів Яблонськи                                 | Режим створення сімів                          | 2:10                                           |
| 6.                                             | «Universal Lobby»                              | Стів Яблонськи                                 | Режим району                                   | 1:58                                           |
| 7.                                             | «Can You Hear Me»                              | Майкл Вандмахер                                | Дарквейв                                       | 4:10                                           |
| 8.                                             | «Hurricane»                                    | MS MR                                          | Дарквейв                                       | 3:36                                           |
| 9.                                             | «Kill The Light»                               | Lacuna Coil                                    | Дарквейв                                       | 3:35                                           |
| 10.                                            | «Lamia»                                        | Vampire Twins                                  | Дарквейв                                       | 4:23                                           |
| 11.                                            | «Laura Palmer»                                 | Bastille                                       | Дарквейв                                       | 3:03                                           |
| 12.                                            | «Not Your Kind Of People»                      | Garbage                                        | Дарквейв                                       | 4:55                                           |
| 13.                                            | «Spellwork»                                    | Austra                                         | Дарквейв                                       | 5:10                                           |
| 14.                                            | «Tesla»                                        | Ladytron                                       | Дарквейв                                       | 3:16                                           |
| 15.                                            | «Wild Heart»                                   | Сабі                                           | Дарквейв                                       | 3:35                                           |
| 16.                                            | «Yr Face»                                      | Oberhofer                                      | Дарквейв                                       | 3:09                                           |